# Combat de La Valette
Chouannerie
Batailles
Le combat de La Valette se déroula le 9 avril 1796, lors de la Chouannerie. Il s'achève par la victoire des républicains qui surprennent un groupe de chouans retranchés dans une ferme de la commune de La Valette.

## Prélude
La plupart des détails sur le déroulement de ce combat sont connus par les mémoires de l'officier chouan Toussaint du Breil de Pontbriand qui le place en juin 1796,. Cependant l'affaire est également brièvement rapportée par le journal Le Républicain du Nord, qui la place à la date du 20 germinal de l'an IV, soit le 9 avril 1796,.
Le combat se déroule le lendemain de la bataille de Piré, lors de laquelle les chouans ont mené une expédition contre les communes patriotes de Piré-sur-Seiche, Boistrudan et Amanlis,,. Ceux-ci se retirent alors sur le pays de Vitré, mais la tombée de la nuit décide René Augustin de Chalus, le major-général de l'Armée catholique et royale de Rennes et de Fougères, qui estime ses troupes trop fatiguées, à s'arrêter dans la commune de La Valette pour y passer la nuit,,. Cette décision se fait malgré l'avis de plusieurs officiers, car la population de La Valette est considérée comme patriote,,. En dépit des ordres, la majorité des chouans préfèrent poursuivre leur marche pour se rendre dans les communes de Cornillé, Domalain, Pocé-les-Bois, où la population leur est acquise,,. Finalement, seul l'état-major de la division de Vitré, la compagnie des Chevaliers catholiques, la colonne d'Izé commandée par Henri du Boishamon et une partie de la colonne d'Argentré, sous les ordres de Toussaint du Breil de Pontbriand, reste coucher à La Valette,,. L'état-major loge à l'intérieur du bourg, de même que la compagnie de la commune de Princé, dirigée par le capitaine Picot,,. Les autres compagnies sont dispersées dans les fermes environnantes,,.
Averti des attaques des chouans, le général républicain Philippe Joseph Malbrancq sort de Rennes avec plusieurs centaines de soldats et se rend à Châteaugiron,,. Là-bas, un paysan de La Valette venu à sa rencontre l'informe qu'il héberge plusieurs insurgés dans sa ferme,,. Les républicains se rendent au bourg et surprennent les chouans qui imprudemment n'ont laissé aucune sentinelle,,. Les hommes du capitaine Picot se retrouvent cernés et prennent en otage la famille du fermier qui les a dénoncés,,. Le combat s'engage à une ou deux heures du matin,,,.

## Forces en présence
Selon les mémoires de Pontbriand, le général Malbrancq attaque avec une première colonne de 800 hommes, bientôt renforcée par une seconde de 700 hommes, tandis que du côté des chouans le capitaine Picot se retrouve assiégé avec 27 de ses hommes,,. Une autre source royaliste évoque un combat opposant 50 chouans à 500 républicains. Le général Malbrancq affirme pour sa part dans sa correspondance avoir affronté 72 chouans.

## Déroulement
Selon Pontbriand, le général républicain décide d'incendier la ferme pour réduire les assiégés,,. Pour Malbrancq, ce sont les chouans qui allument eux-mêmes le feu accidentellement. D'après le récit de Pontbriand, les royalistes se réfugient dans une extrémité du bâtiment, d'où ils parviennent à résister pendant plusieurs heures,,. Ils ne croient pas aux cris des républicains qui leur promettent la vie sauve s'ils se rendent et préfèrent périr dans les flammes,,. La famille du fermier connaît le même sort,. Selon Malbrancq, la plupart des chouans meurent brûlés vifs et ceux qui tentent de s'enfuir sont abattus dans des embuscades. Le combat s'achève à neuf heures du matin.
L'état-major des royalistes est quant à lui réveillé en sursaut alors que la ferme voisine est déjà la proie des flammes,,. Les officiers chouans, au nombre d'une trentaine, parviennent à s'enfuir sans être repérés,,. Au matin, les quelques compagnies logées dans les fermes des alentours regagnent le point de rassemblement, sans être inquiétées par les républicains et sans être au courant des affrontements de la nuit,,.

## Pertes
Le journal Le Républicain du Nord affirme, d'après la correspondance du général Philippe Joseph Malbrancq, que 72 chouans sont morts lors du combat, dont 22 tués dans des embuscades et 50 brûlés, tandis que les pertes des républicains sont de six morts et huit blessés.
Dans ses mémoires, Toussaint du Breil de Pontbriand écrit que le groupe des 28 assiégés ne compte que deux survivants, qui sont blessés et faits prisonniers,,. Il considère ce malheur comme « le plus grand qui fût arrivé dans la division de Vitré »,. Du côté des républicains, Pontbriand évoque une perte de plus de trente hommes,.
Des états de services royalistes font également état de la présence d'au moins deux survivants parmi une cinquantaine de combattants à La Valette,. Ces derniers — Jean-Pierre Martin, de Montautour, et Pierre-René Brunet, ou Beunet, de Châtillon-en-Vendelais — sont conduits à la prison de Rennes et relâchés quelques semaines plus tard, lors de la pacification,.

## Théâtre
La même année, le général républicain Philippe Joseph Malbrancq s'inspire de cet événement pour composer une pièce de théâtre tragi-comique La surprise des Chouans dans la nuit du 19 au 20 germinal, suivie en 1797 par La surprise des hommes égarés. Ceci est également rapporté par Pontbriand qui écrit que « le général Malbran reprit [...] la route de Rennes, fort satisfait de son expédition, dont il fit le sujet d'une tragédie qu'il fit représenter sur le théâtre de Rennes, et à laquelle les Républicains forcèrent un assez grand nombre de dames royalistes à assister »,. En 1844, l'écrivain Paul Lacroix qualifie ces pièces d'« aussi mauvaises que singulières ».